# Dziurawiec nadobny
Dziurawiec nadobny (Hypericum pulchrum L.) – gatunek rośliny należący do rodziny dziurawcowatych. Występuje w Europie, głównie w części zachodniej. Gatunek w Polsce bardzo rzadki, podawany był tylko z 5 stanowisk na Dolnym Śląsku i jako gatunek synantropijny także koło Gdańska, gdzie został zawleczony.

## Morfologia
PokrójOsiąga wysokość 20–60 (100) cm, rozgałęzia się. Z rozrośniętego kłącza wyrastają pędy kwiatonośne i płonne.
ŁodygaProsto wzniesiona, obła, naga, rozgałęziająca się.
LiścieUłożone naprzeciwlegle, siedzące, nagie, trójkątnie sercowate, od spodu niebieskozielone, brzegi bez gruczołków. Przysadki brzegiem gęsto, gruczołowato owłosione.
KwiatyZebrane w wiechę, koloru złotożółtego, na zewnątrz czerwonawe. Działki kielicha bardzo tępe, odwrotnie jajowate z prawie siedzącymi gruczołkami na brzegach blaszki. Posiada podkwiatki gęsto gruczołowato owłosione po brzegach. Pręciki na szczytach posiadają czarny gruczołek.

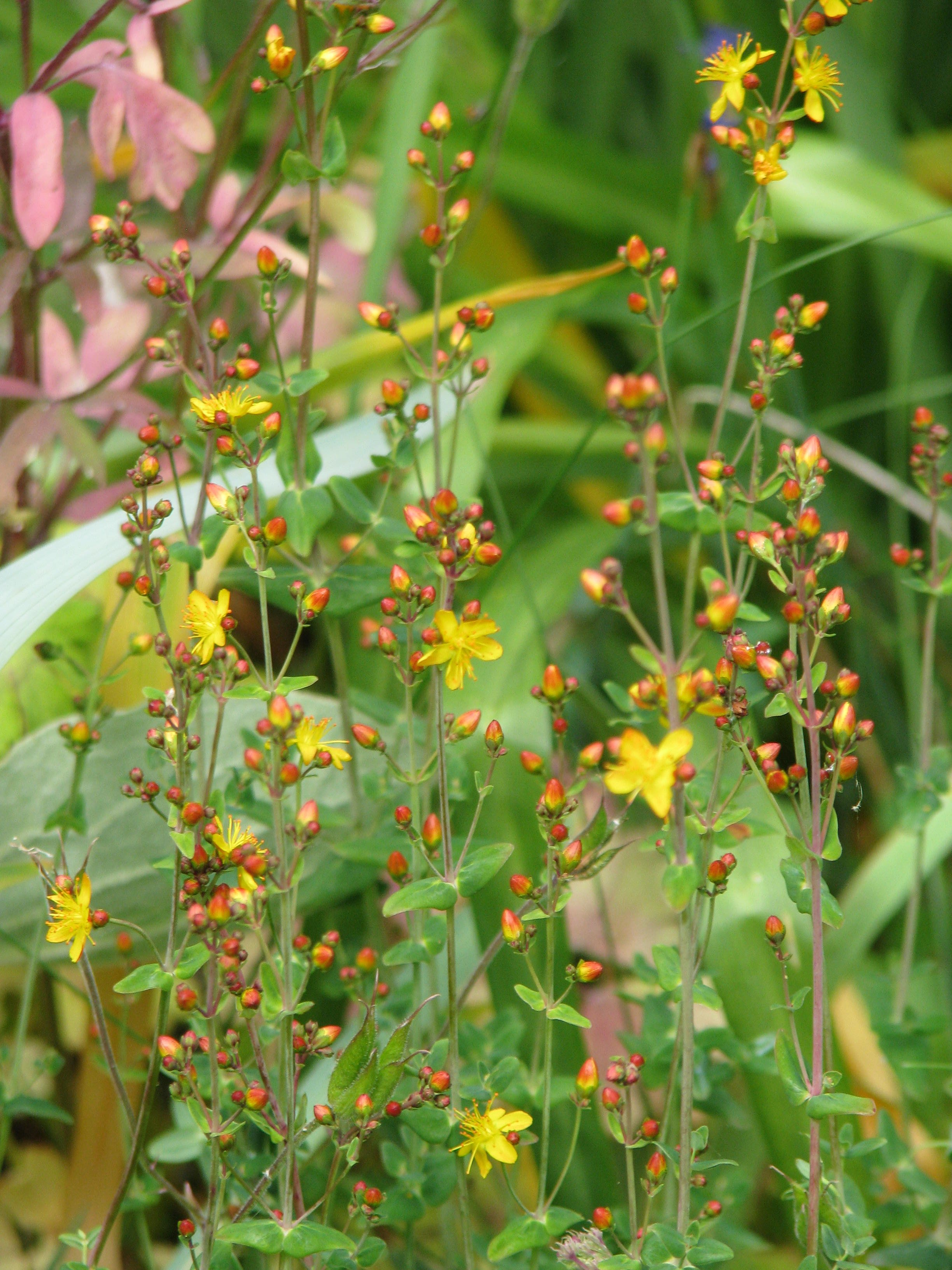
Pokrój
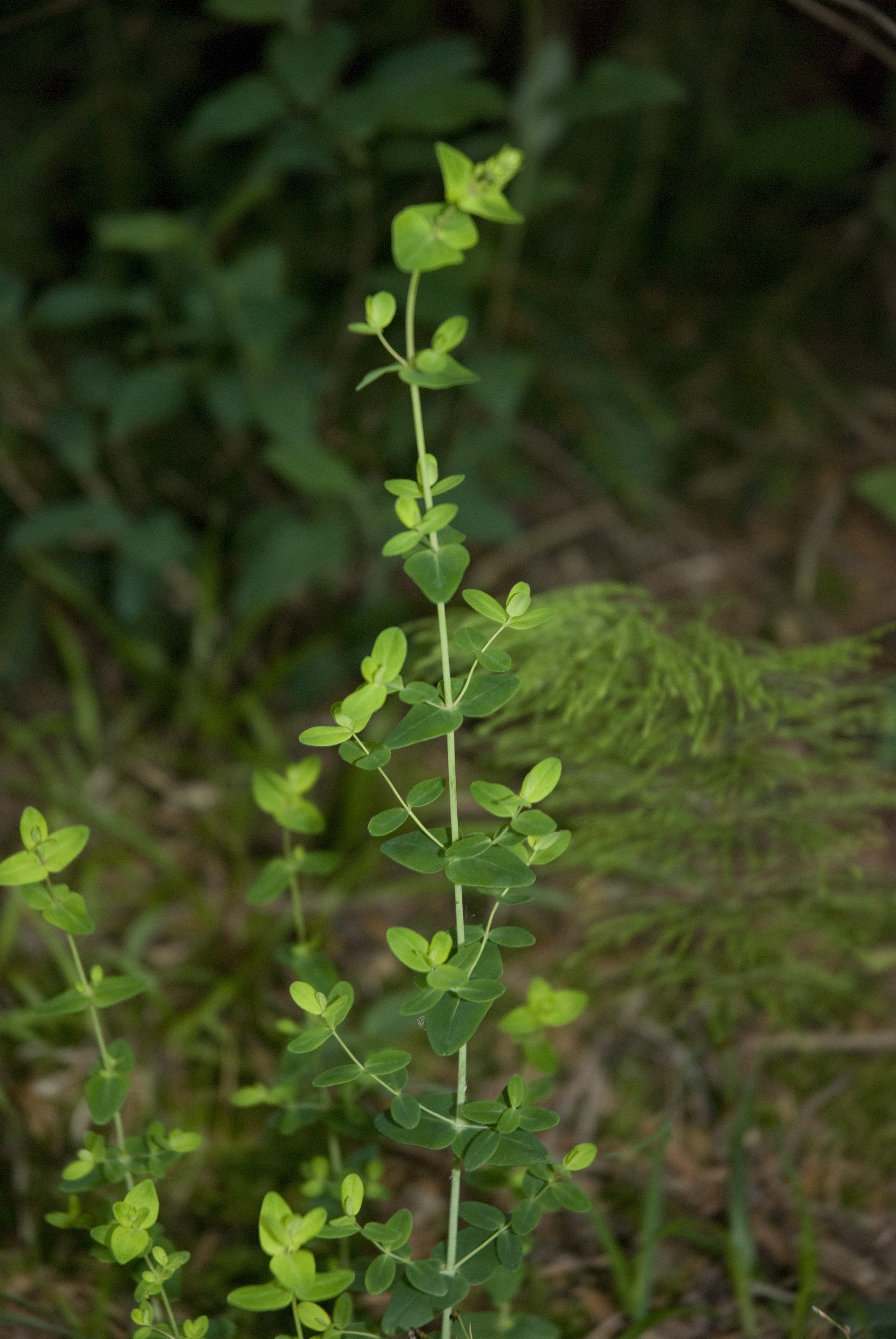
Pęd z liśćmi
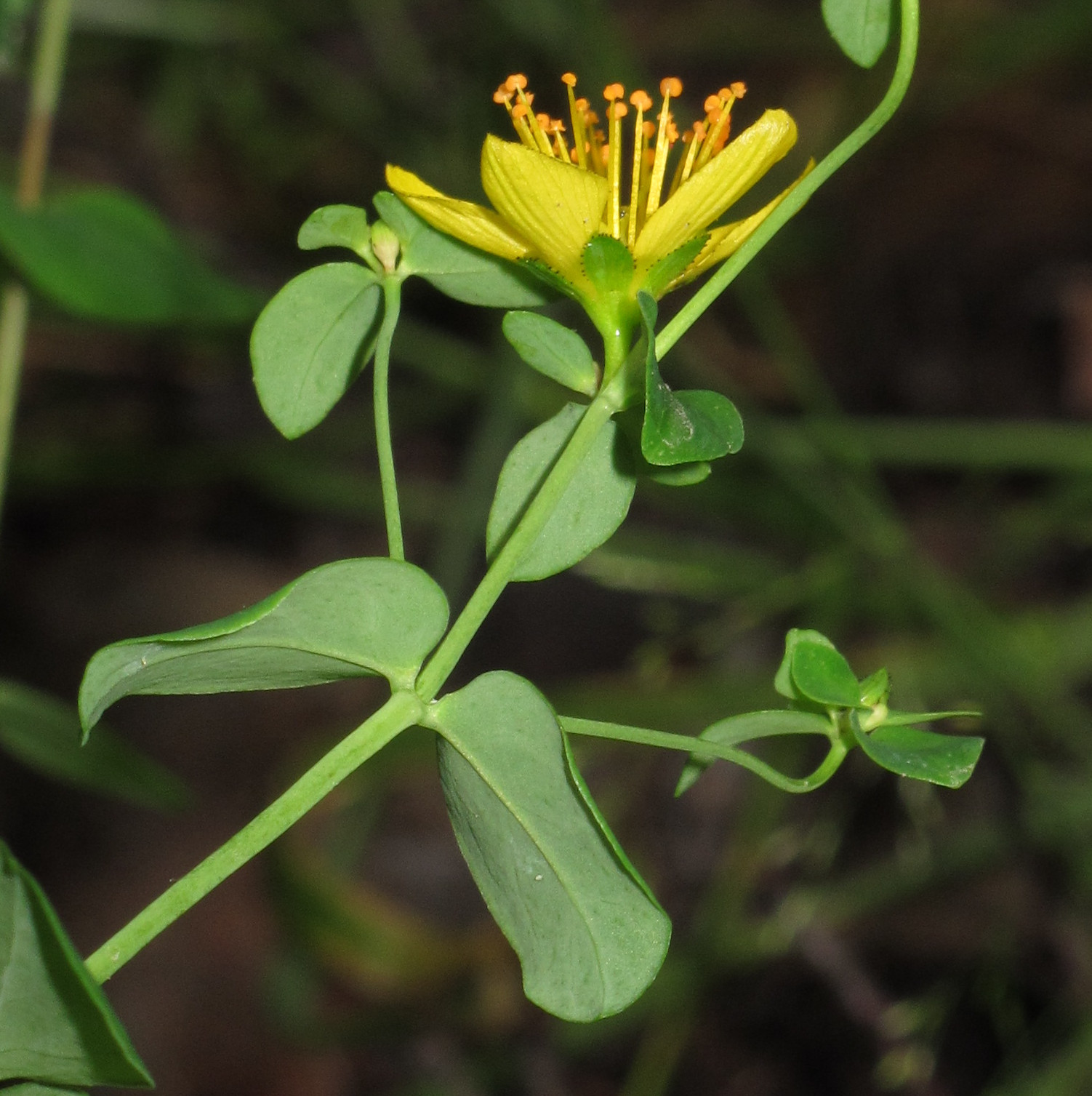
Liście i kwiat
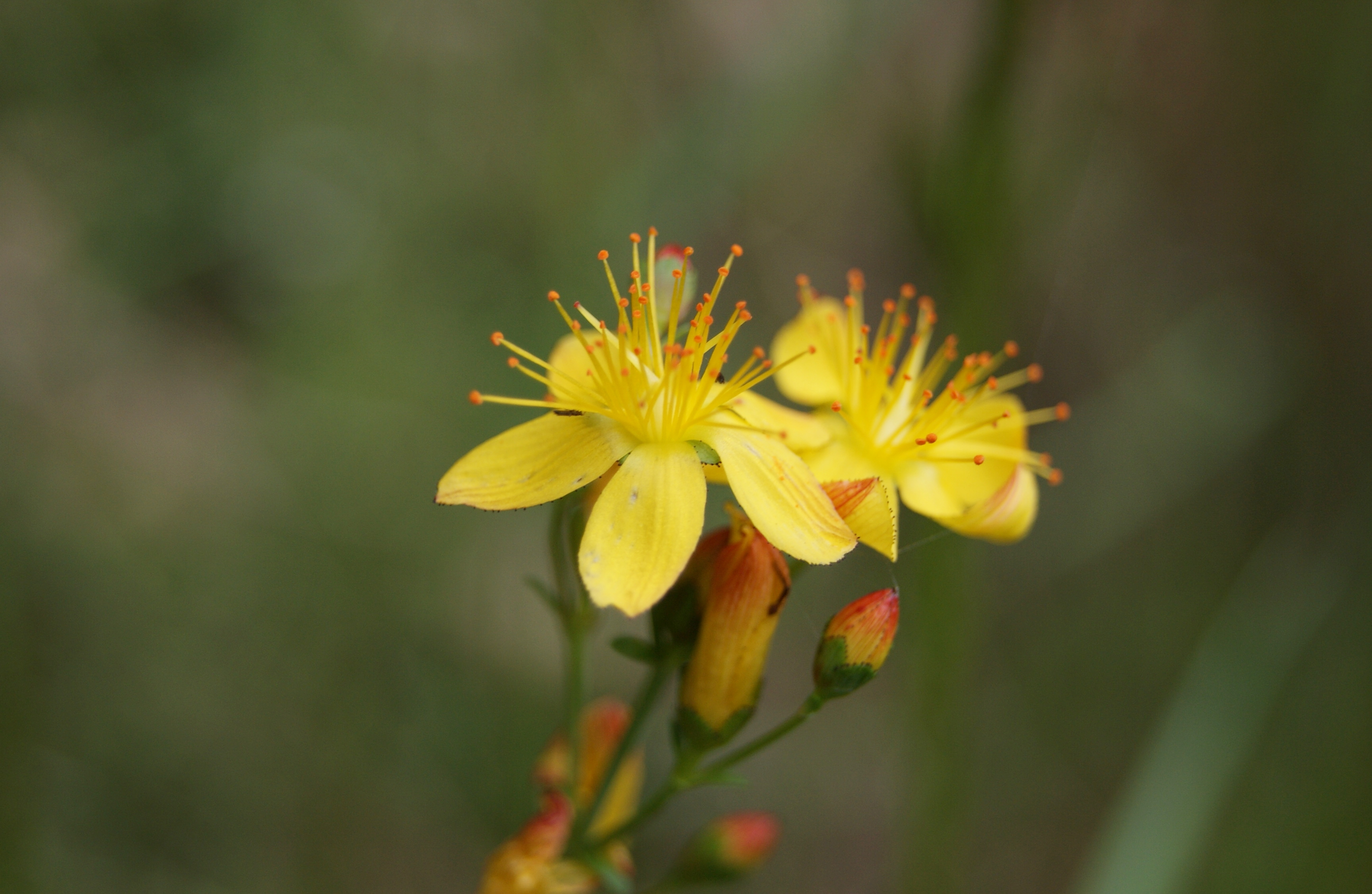
Kwiat
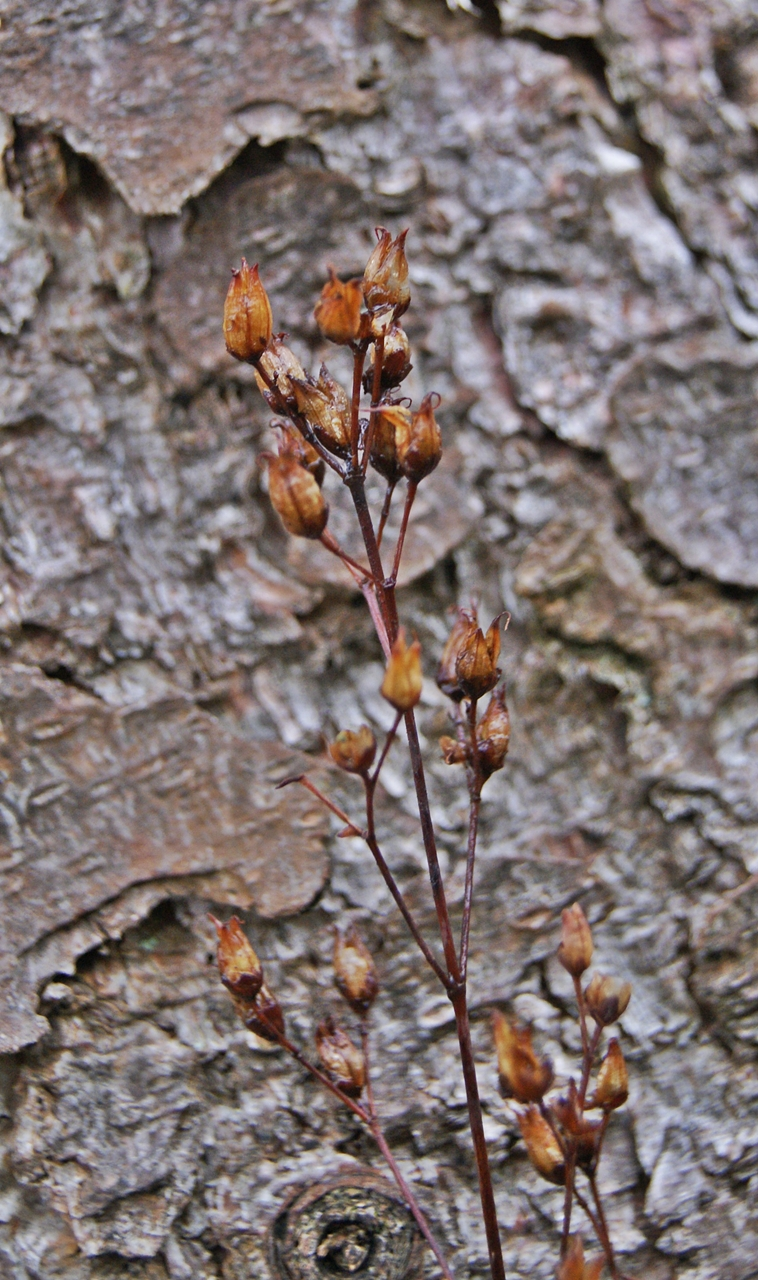
Owoce

## Biologia i ekologia
Bylina, hemikryptofit. Siedlisko: suche lasy liściaste, mieszane i iglaste, w miejscach widnych. Kwitnie od lipca do września.

## Zagrożenia i ochrona
Roślina podlega w Polsce od 2004 ścisłej ochronie. Na naturalnych stanowiskach prawdopodobnie już wyginęła. Umieszczona na polskiej czerwonej liście w kategorii RE (wymarły na obszarze Polski).